# Bertran II de Forcalquier
Bertran II de Urgell y Forcalquier (1145 - 1207) fue conde de Forcalquier desde la muerte de su padre, sobrevenida entre 1144 y 1151 hasta su propia muerte. Era hijo de Bertran I de Urgell y Forcalquier, conde de Forcalquier, y de Josserande de Flota.
Sucedió seguramente a su padre conjuntamente con su hermano Guillermo IV de Urgell y Forcalquier y posiblemente de su tío Guigó de Forcalquier si es que no había muerto antes. Ambos hermanos son citados en una donación que hicieron en 1168 a la Orden de San Juan de Jerusalén. Durante su reinado, tuvieron que luchar contra el rey de Aragón y conde de Barcelona Alfonso el Casto, que intentaba extender el condado de Provenza hacia el norte. En 1193, se vieron obligados a someterse y a firmar el tratado de Aix-en-Provence por el que Garsenda de Sabran, nieta de Guillermo, heredaba el condado y se casaba con el hijo de Alfonso, Alfonso II de Provenza.
Aprovechando la muerte de Alfonso el Casto y de la juventud de su sucesor, reanudó las hostilidades, destrozó el país de Aix y se alió con el delfín del Vienés, haciéndole casarse con su nieta. Pero los dos hermanos fueron de nuevo derrotados por Pedro el Católico y tuvieron que someterse. Bertran murió en 1207 y Guillermo en 1209.